# 센트럴코스트 매리너스 FC
센트럴코스트 매리너스 FC(Central Coast Mariners FC)는 A리그에 소속된 오스트레일리아의 프로 축구단으로 연고지는 뉴사우스웨일스주 시드니 북쪽으로 약 80km 떨어져 있는 센트럴코스트 고스퍼드에 자리잡고 있다. 센트럴코스트 매리너스는 현재 오스트레일리아의 1부 리그 A리그에 참가하고 있으며 센트럴코스트 매리너스는 뉴캐슬 유나이티드 제츠, 시드니와 함께 A리그에 참가하고 있는 뉴사우스웨일스주 클럽 세 팀 가운데 하나이다.

## 역사
센트럴코스트 매리너스는 2004년에 새롭게 창설되는 A리그에 참여하기 위해 만들어진 클럽팀이다. 1년간 사커루 출신 선수를 영입하는 등 많은 준비 끝에 시작한 첫 시즌(2005-06시즌)에서 프리시즌 컵 결승전에서 퍼스 글로리를 1 대 0으로 물리치고 우승하면서 시작된 매리너스의 돌풍은 리그 3위로 최종 시리즈에 진출하여, 최종 시리즈 결승전에서 시드니에게 0 대 1로 패하면서 마감되었다.
2006-07시즌에는 프리시즌컵 준우승으로 시작하였으나 정규리그에서는 시즌 6위로 마감하며 최종 시리즈 진출에 실패하였다. 하지만 다음 시즌인 2007-08시즌에는 프리미어(정규리그 1위)를 차지하며 최종 시리즈에 진출하였으나 지역 라이벌팀인 뉴캐슬 유나이티드 제츠에 패하며 최종 2위에 머물렀다. 2007-08시즌은 정규리그 4위로 최종 시리즈에 턱걸이 진출하였으나 퀸즐랜드 로어에 패하며 4위로 시즌을 마감하였다.
2009-10시즌을 8위로 마감한 후 로리 맥키나 감독이 사임하자 호주 국가대표팀 감독을 역임했었던 그레이엄 아널드 감독을 선임하였다.

## 우승 기록

### 국내 대회

#### 리그
- A리그 챔피언십

● 우승 (2): 2013, 2023
● 준우승 (3): 2006, 2008, 2011
- A리그 프리미어십

● 우승 (2): 2007-08, 2011-12
● 준우승 (2): 2010-11, 2012-13

#### 컵
- A리그 프리시즌 챌린지컵

● 우승 (1): 2005
● 준우승 (1): 2006

## 연도별 성적
| 시즌    | 팀 수 | 프리시즌컵 | 프리미어십 순위 | 파이널 시리즈 | 최종 순위 | ACL 출전권         | ACL 성적       |
| ------- | ----- | ---------- | --------------- | ------------- | --------- | ------------------ | -------------- |
| 2005-06 | 8     | 우승       | 3위             | 진출          | 2위       | 획득 실패          | -              |
| 2006-07 | 8     | 준우승     | 6위             | 진출 못함     | 6위       | 획득 실패          | 진출 못함      |
| 2007-08 | 8     | 4위        | 프리미어        | 진출          | 2위       | 2009년 대회에 진출 | 진출 못함      |
| 2008-09 | 8     | 3위        | 4위             | 진출          | 4위       | 획득 실패          | 조별 예선 탈락 |
| 2009-10 | 10    | -          | 8위             | 진출 못함     | 8위       | 획득 실패          | 진출 못함      |
| 2010-11 | 11    | -          | 2위             | 진출          | 2위       | 2012년 대회에 진출 | 진출 못함      |
| 2011-12 | 10    | -          | 프리미어        | 진출          | 3위       | 2013년 대회에 진출 | 조별 예선 탈락 |
| 2012-13 | 10    | -          | 2위             | 진출          | 우승      | 2014년 대회에 진출 | 조별 예선 탈락 |

## 선수 명단

### 현역
참고: FIFA 자격 규정에 따라 소속된 국가대표팀 국기를 표시합니다. 선수는 복수의 FIFA 비회원국 국적을 가지고 있을 수 있습니다.
| 번호 | 포지션 | 국적     | 이름          |
| ---- | ------ | -------- | ------------- |
| 3    | DF     | 바누아투 | 브라이언 칼탁 |
| 10   | MF     |          | 미카엘 도카   |
| 15   | DF     | 뉴질랜드 | 스톰 룩스     |
| 28   | MF     | 케냐     | 윌리엄 윌슨   |

| 번호 | 포지션 | 국적     | 이름            |
| ---- | ------ | -------- | --------------- |
| 99   | FW     | 잉글랜드 | 라이언 에드먼슨 |

## 역대 감독
| 감독            | 임기        |
| --------------- | ----------- |
| 그레이엄 아널드 | 2010 ~ 2013 |
| 마크 잭슨       | 2023 ~      |